# بازی تاج‌وتخت (فصل ۷)
فصل هفتم مجموعه تلویزیونی بازی تاج‌وتخت در ۲۱ آوریل ۲۰۱۶ و تنها سه روز پس از آغاز نمایش فصل ششم توسط شبکهٔ اچ‌بی‌او سفارش داده‌شد. آغاز پخش فصل هفتم این مجموعه روز ۱۶ ژوئیه ۲۰۱۷ بود. داستان این فصل از مجموعه، اقتباسی است از رمان بادهای زمستان، ششمین جلد از مجموعه کتاب‌های ترانه یخ و آتش که توسط جرج آر. آر. مارتین نوشته شده‌است.
فصل هفتم، برخلاف شش فصل قبلی، که شامل ۱۰ قسمت بودند، فقط ۷ قسمت دارد. همچنین دو قسمت آخر این فصل طولانی‌ترین اپیزودهای سریال محسوب می‌شوند.
از بازیگران این فصل از مجموعه می‌توان به پیتر دینکلیج، نیکولای کاستر-والدو، لینا هیدی، امیلیا کلارک و کیت هرینگتون اشاره کرد.

## قسمت‌ها
| شم. کلی | شم. در فصل | عنوان         | کارگردان    | نویسنده                    | تاریخ انتشار اصلی | ایالات متحدهٔ آمریکا تعداد بیننده (میلیون) |
| ------- | ---------- | ------------- | ----------- | -------------------------- | ----------------- | ----------------------------------------- |
| ۶۱      | ۱          | «درگن‌استون»   | جرمی پودسوا | دیوید بنیاف و دی. بی. وایس | ۱۶ ژوئیه ۲۰۱۷     | ۱۰٫۱۱                                     |
| ۶۲      | ۲          | «طوفان‌زاد»    | مارک مایلود | بریان کاگمن                | ۲۳ ژوئیه ۲۰۱۷     | ۹٫۲۷                                      |
| ۶۳      | ۳          | «عدالت ملکه»  | مارک مایلود | دیوید بنیاف و دی.بی. وایس  | ۳۰ ژوئیه ۲۰۱۷     | ۹٫۲۵                                      |
| ۶۴      | ۴          | «غنائم جنگی»  | مت شکمن     | دیوید بنیاف و دی.بی. وایس  | ۶ اوت ۲۰۱۷        | ۱۰٫۱۷                                     |
| ۶۵      | ۵          | «ایست‌واچ»     | مت شکمن     | دیو هیل                    | ۱۳ اوت ۲۰۱۷       | ۱۰٫۷۲                                     |
| ۶۶      | ۶          | «آنسوی دیوار» | آلن تیلور   | دیوید بنیاف و دی.بی. وایس  | ۲۰ اوت ۲۰۱۷       | ۱۰٫۲۴                                     |
| ۶۷      | ۷          | «اژدها و گرگ» | جرمی پودسوا | دیوید بنیاف و دی.بی. وایس  | ۲۷ اوت ۲۰۱۷       | ۱۲٫۰۷                                     |

## حاشیه‌ها
فصل هفتم سریال بازی تاج‌وتخت را می‌توان پرحاشیه‌ترین فصل این مجموعه به حساب آورد. قسمت اول سریال تنها در طی سه روز بیش از چندین میلیون بار به صورت غیرقانونی دانلود شد.
در اوایل اوت ۲۰۱۷ و زمانی که سریال تازه پخشش را شروع کرده بود گروهی هکر ناشناس به شبکه اچ‌بی‌او حمله کرده و ۱٫۵ ترابایت اطلاعات این شبکه را به سرقت بردند که ظاهراً شامل فیلمنامه و اپیزودهایی از مجموعه بازی تاج‌وتخت نیز بوده‌است. بعد از گذشت یک روز هکرها نسخه بی‌کیفیتی از اپیزود چهارم که «غنائم جنگ» نام دارد را دو روز پیش از موعد پخش بر روی اینترنت به اشتراک گذاشتند که بازخوردهای بسیار زیادی داشت. همچنین تعداد بسیار بالایی دانلود از این قسمت گزارش شد. هکرها از مدیران شبکه اچ‌بی‌او درخواست باج کردند و اعلام کردند که اگر این شبکه پرداخت پول را قبول نکند اطلاعات دیگری را نیز که در اختیار دارند بر روی اینترنت پخش خواهند کردند. شبکه اچ‌بی‌او اما اعلام کرد که هیچ هزینه‌ای را به هکرها پرداخت نخواهد کرد. نکته قابل توجه این است که با وجود انتشار زودتر از موعد اپیزود چهارم، این اپیزود در روز پخش اصلی بیش از ۱۰ میلیون نفر بیننده داشت و موفق شد عنوان پرمخاطب‌ترین اپیزود سریال را به خود اختصاص دهد. همچنین این اپیزود نقدهای بسیار مثبتی از سوی منتقدین و تماشاگران دریافت کرد و با نمره خیره‌کننده ۹٫۹/۱۰ تبدیل به یکی از تحسین شده‌ترین اپیزودهای کل سریال در سایت آی ام دی بی شده‌است. با این حال اما حواشی سریال ادامه پیدا کرد. حدود یک هفته قبل از پخش قسمت ششم با نام «آنسوی دیوار» این اپیزود ناگهان بر سطح اینترنت پخش شد. ابتدا گمان می‌رفت که باز هکرها این کار را کرده باشند اما مدیران اچ‌بی‌او اعلام کردند که این اپیزود به اشتباه از طرف کشور اسپانیا پخش شده‌است و آن‌ها تحقیقات خود را برای کشف بروز این اتفاق آغاز کرده‌اند. اپیزود ششم نیز به صورت گسترده‌ای دانلود شد و بازخوردهای جالبی از سوی تماشاگران نسبت به آن منتشر شد.